# Người Udmurt

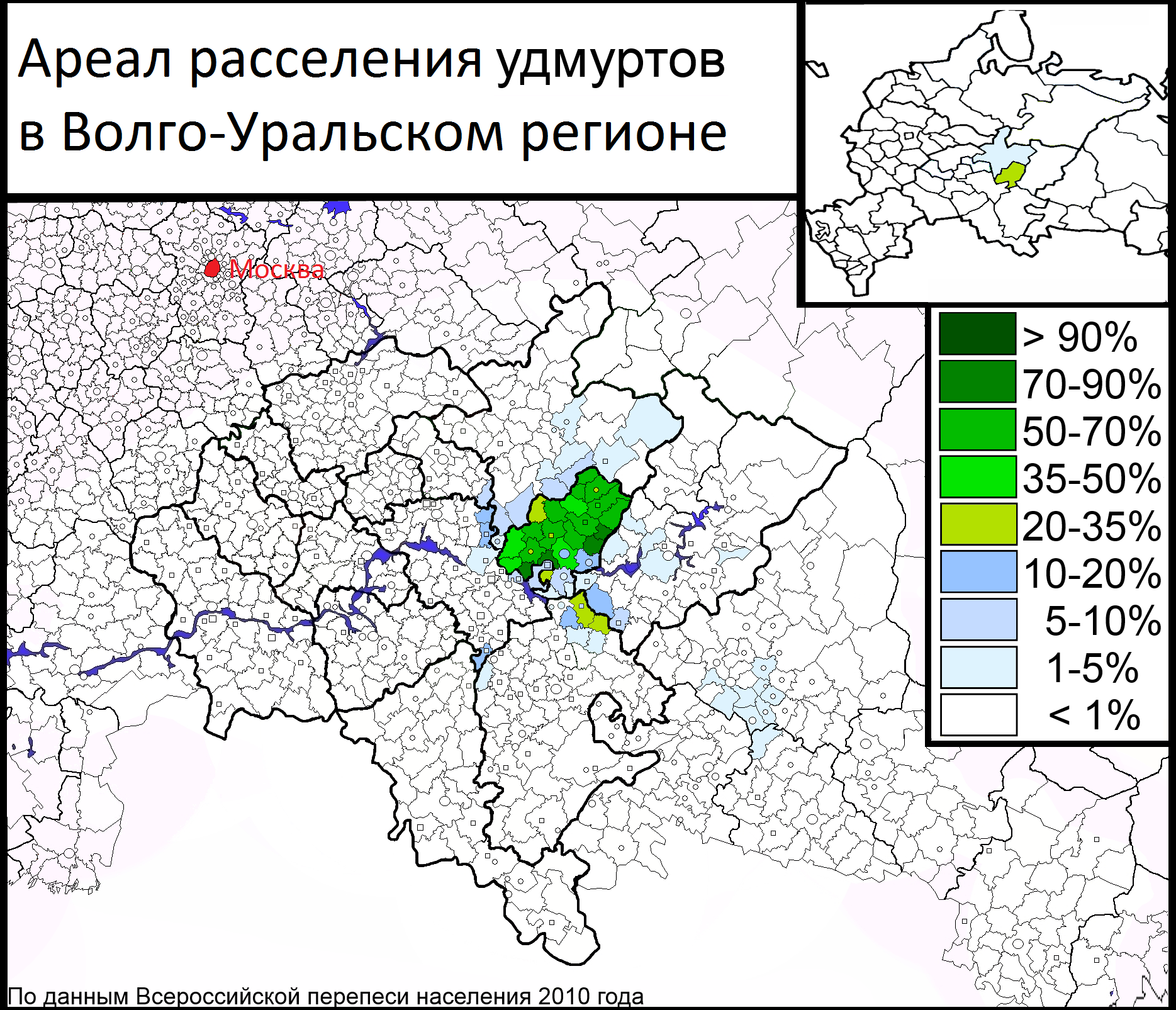
Phân bố người Udmurt ở Volga-Ural theo Census Nga 2010

Người Udmurt (tiếng Udmurt: Удмуртъёс, Udmurt'jos) là một dân tộc thuộc nhóm dân tộc Phần Lan-Ugria, cư trú ở Liên bang Nga và một số nước trong Liên Xô cũ. Trong quá trình lịch sử những người nói tiếng Nga gọi họ là Chud Otyatskaya (чудь отяцкая), Otyaks, Wotyaks hoặc Votyaks. Người Udmurt có số dân 552.299 vào năm 2010, sống chủ yếu ở Udmurtia. Các nhóm nhỏ sống ở các khu vực lân cận Kirov Oblast và Perm Krai, Bashkortostan, Tatarstan, và Mari El. Dân số Udmurt đang giảm, theo các điều tra dân số thì năm 2002 có cỡ 637 ngàn, và năm 1989 có 746 ngàn. Người Udmurt nói tiếng Udmurt, một ngôn ngữ thuộc nhóm ngôn ngữ Permi trong ngữ tộc Phần Lan-Ugria của Ngữ hệ Ural. Tại Liên bang Nga người Udmurt sử dụng bảng chữ cái Cyrill.